# Волтер Батлер, 11-й граф Ормонд
Волтер Батлер (англ. Walter Butler; 1559 — 24 лютого 1633) — англійський політичний діяч в Ірландії, один з лідерів католиків.

## Життєпис
Походив з англійської аристократичної родини, що у XII ст. осіла в Іраліндії. Онук Джеймса Батлера, 9-го графа Ормонда. Другий син Джона Батлера з Кілкаша та Катерина Маккарті. Народився в 1559 році. Виховувався в католицькому дусі. 1569 року його батько не підтримав повстання Фіцджеральдів, до якого приєдналися деякі з його братів. 1570 року помирає Джон Батлер, а 1576 року — старший брат Джеймс, внаслідок чого Волтер успадкував родинні володіння з резиденцією в замку Кілкеш.
Долучився до почт стрийка Томаса, якому допомагав в державних справах. 1584 року оженивс яна стриєчній сестрі Гелен. 1598 року висвячено на лицаря королевою Єлизаветою I. 1613 року обирається від округу Тіпперарі до палати громад парламенту Ірландії. Тут невдовзі став одним з лідерів католицької опозиції, зокрема ставши автором петиції щодо правових недоліків виборної кампанії до парламенту, внаслідок чого права католиків виявилися обмеженими.
В цей час помирає його стриєчний брат Теобальд Батлер, офіційний спадкоємець Томаса Батлера, графа Ормонда. За цих обставин Волтер мав стати новим спадкоємцем. Проте його політична позиція та прихильність католицтву наложьували Томаса Батлера і короля Якова I. Волтеру внаслідок декількох зустрічів з обома вдалося переканати їх в своїй вірності. Втім король планував видати доньку Томаса Батлера за Річарда Престона, 1-го графа Десмонда. Втім не наважився порушити баланс з кланом Батлерів. 1614 року раптово помер Томас Батлер й Волтера було оголошено новим графом Ормондом. Це факт було закріплено 18 квітня 1615 року на черговій сесії парламенту Ірландії.
Втім король не мав наміру надавати значні можливості новому графу, який потенційно міг використати величезні статки графі Ормонд на користь католиків. Тому Яків I фактично підтримав позов Річарда Престона, чоловіка Єлизавети Батлер (доньки померлого графа Томаса). Почався тривалий судовий процес. Спочатку 1616 року Волтер отримав лише чверть володінь Томаса Батлера. Його наполеглевість призвела до того, що 1617 року його було арештовано. Королівським патентом від 3 жовтня 1618 року він отримав володіння Каррік та Тюрліз. Волтера Батлера, що знову не погодився, затримали в Лондоні. В самій Ірландії син останнього — Томас— був готовий до повстання, що викликало занепокоєння Олівера Сент-Джона, лорд-лейтенанта Ірландії. Зрештою 16 червня Волтера знову арештували. Звільнився лише у травні 1625 року. Водночас його сина Томаса було викликано до Лондона, але під час поїздки той при незрозумілих обставинах потонув в одній з річок Нортумеберленду. В результаті не залишилося, хто з Ормондів міг би організувати повстання.
1621 року Волтера Батлера було позбавлено права володіння Тіпперарі та встанвоювати ціну на вина на більшій території Ірландії. ПіІсля звільнення з тюрми за часі короля Карла I залишився в Лондоні, де почав докладати зусилля для відновлення єдності володінь графів Ормонд. 1630 року домігся шлюбу свого онука Джеймса з донькою і спадкоємецею Річарда Престона.
За цим повернувся до Ірландії, де помер 1633 року в Карріку. Йому спадкував онук Джеймс.

## Родина
Дружина — Гелен, донька Едмунда Батлера, 2-го віконта Маунгаррета
Діти:
- Томас (1594—1619), віконт Тюрліз
- Джеймс (помер молодим)
- Джон
- Маргарет, дружина Барнабі Фіцпатріка, 5-го барона Верхнього Оссорі
- Катерина, дружина Пірса Пауера
- Еллен (д/н—1663), дружина Пірса Батлера, 1-го віконта Ікерріна
- Гелена, дружина Джеймса Батлера з Данбойна
- Джоан, дружина Джорджа Багенала
- Марія
- Єлизавета (д/н—1631), дружина: 1) сера Едмонда Бланквілла, 2) Річарда Берка, 6-го графа Кланрікарда
- Елеонора (д/н—1633)
- Аліса (д/н—1625), дружина Теренса О'Браєна-Арра, 1-го баронета Арра